# Karl-Albrecht Mensching

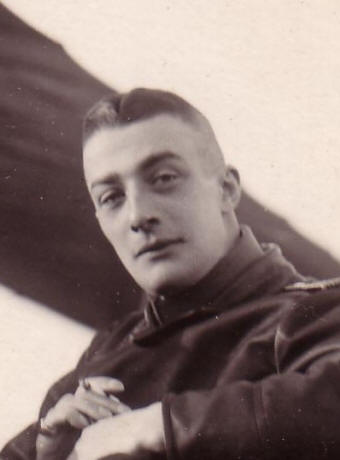
Karl-Albrecht Mensching im Jahr 1913

Karl-Albrecht Mensching (* 18. Dezember 1888 in Isernhagen; † 10. Juli 1966 in Köln) war ein deutscher Generalleutnant der Luftwaffe im Zweiten Weltkrieg.

## Leben

### Vorkriegszeit
Mensching trat am 20. Februar 1908 als Fahnenjunker in das Garde-Pionier-Bataillon der Preußischen Armee in Berlin ein. Er wurde am 18. Oktober 1908 zum Fähnrich im Pommerschen Pionier-Bataillon Nr. 2 in Stettin ernannt und am 19. August 1909 (Offizierspatent 17. August 1908) zum Leutnant befördert. Von diesem Tag an war er bis 30. September 1913 Zugführer im Badischen Pionier-Bataillon Nr. 14 in Kehl, allerdings wurde er für die Zeit vom 1. Oktober 1911 bis 15. Juli 1913 an die Militärtechnische Akademie abkommandiert. Mensching nahm vom 1. Oktober 1913 bis 19. Februar 1914 an einem Flugzeugführer-Lehrgang bei den Albatros Flugzeugwerken in Johannisthal teil, woraufhin er als Pilot bei der Fliegerstation Posen eingesetzt wurde. Dort war er vom 20. Februar bis 1. Juni 1914 sowie vom 2. Juli bis 1. August 1914. In der Zwischenzeit diente er in der Flieger-Halbabteilung Thorn.

### Erster Weltkrieg
Nach dem Beginn des Ersten Weltkriegs war Mensching vom 2. August 1914 bis 1. Februar 1915 Pilot in der Feldfliegerabteilung 19, danach wurde er bis 24. März 1915 zum Kampfgeschwader 5 versetzt. Er war Ende März z. b. V. der Inspektion der Fliegertruppen (Idflieg) und danach bis 4. Oktober 1915 in der Fliegerersatz-Abteilung 1 eingesetzt. Mensching war unterdessen am 27. Januar 1915 zum Oberleutnant befördert worden. Vom 5. Oktober bis 14. Dezember 1915 flog er als Pilot in der Feldfliegerabteilung 42, danach bis 15. Juni 1916 als Pilot und technischer Offizier in Kampfgeschwader 5 der Obersten Heeresleitung. Er wurde im Anschluss für Spezialaufträge der Inspektion der Fliegertruppen eingesetzt und am 25. November 1916 zum Hauptmann ernannt, bevor er am 30. September 1917 wieder zum Kampfgeschwader 5 und dann zur Flieger-Abteilung 36 versetzt wurde, wo er bis 30. Januar 1918 blieb. Danach war er über das Kriegsende hinaus bis 14. Februar 1919 Kommodore der Fliegerabteilung 225 (Artillerie) und anschließend im Stab des Pommerschen Pionier-Bataillons Nr. 2. Am 30. Juni 1919 nahm Mensching seinen Abschied aus der Armee.

### Weimarer Republik
Mensching trat am 2. Oktober 1919 in die Polizei ein. Er wurde am 20. Oktober 1919 zum Polizeihauptmann befördert (RDA 17. August 1917) und diente bis 19. September 1920 als Berater und Einsatzleiter in der Sicherheitspolizei-Gruppe in Gleiwitz. Danach war er vom 20. September 1920 bis 30. Juni 1923 als Einsatzleiter (Ia) im Schutzpolizeikommando in Breslau tätig, wurde aber für die Zeit von 1. März bis 30. Juni 1923 zu einem Lehrgang an die Höhere Polizeischule Potsdam-Eiche versetzt. Ab 1. Juli 1923 war Mensching Bereitschaftsführer der Schutzpolizei Waldenburg, ab 1. Oktober 1923 dann Bereitschaftsleiter der Schutzpolizei in Berlin 2/Spandau und vom 20. Juni 1924 bis zum 31. März 1925 Leiter der Polizeiinspektion 44, Berlin-Wedding. Parallel dazu durchlief er vom 15. September 1924 bis 17. Februar 1925 einen weiteren Lehrgang an der Höheren Polizeischule Potsdam-Eiche. Am 1. April 1925 wurde er stellvertretender Leiter des Polizeiinspektion Ost der Schutzpolizei Köln und Leiter Luftaufklärung im Bezirk im Rheinland. Seine Beförderung zum Polizeimajor folgte am 9. April des gleichen Jahres. Vom 1. Dezember 1929 bis 30. Juni 1935 war Mensching Leiter Luftaufklärung im Rheinland und Spezialist in der Polizeidirektion Koblenz. Er wurde am 21. Juli 1934 zum Polizeioberstleutnant ernannt.
Die Polizeischule Potsdam-Eiche wurde sofort nach Kriegsbeginn in eine Luftwaffenschule umbenannt. Es ist zu vermuten, dass sie dies auch schon zuvor war und nur wegen des Versailler Vertrages als Polizeischule getarnt war. Das würde auch die mehrmaligen Lehrgänge des Fliegerhauptmanns Mensching plausibel machen.

### Zweiter Weltkrieg
Mit der Versetzung von der Polizei zur neuen Luftwaffe als Unterstützungsoffizier am 1. Juli 1935 wurde Mensching zum Oberstleutnant ernannt (RDA 1. Februar 1934). Er diente bis 1. April 1936 im Luftkreis-Kommando IV, wurde am 1. April 1937 Oberst und am 1. Oktober 1937 wieder aktiviert. Er war später bis 31. Mai 1939 Leiter des Luftkreis-Kommando Köln und leitete vom 1. Februar bis 9. November 1939 das Flieger-Ausbildungsregiment 2. Anschließend hatte er bis 31. März 1941 das Kommando über das Flieger-Ausbildungsregiment 12. Seine Beförderung zum Generalmajor folgte am 1. Dezember 1940. Als Leiter des Luftkreis-Kommandos, Abteilung für Spezielle Aufgaben Nr. 20, war Mensching von 1. April 1941 an tätig. Im Laufe des Jahres wurde er zum Leiter des Luftflottenkommandos Holland ernannt, was er bis 31. Oktober 1941 blieb. Danach leitete er das Luftflottenkommando Norwegen bis 8. März 1944. In diese Zeit fiel seine Beförderung zum Generalleutnant am 1. April 1943. Von 9. März bis 6. Juli 1944 war er Nachschubleiter der Luftflotte 5 in Norwegen, anschließend bis 8. Mai 1945 Kommandeur des Flughafenbereichs-Kommandos 24/III (Koflug) in Trondheim. Mensching wurde am 28. November 1945 von den Briten gefangen genommen und unter der Kriegsgefangenennummer 560397 interniert. Am 9. Januar 1946 wurde er zum Special Camp 11 „Island Farm“ in Bridgend, South Wales verlegt. Zur Vorbereitung seiner Entlassung kam er am 12. Mai 1948 nach Camp 186.

## Auszeichnungen
- Eisernes Kreuz 2. und 1. Klasse
- Deutsches Kreuz in Silber
- Kriegsverdienstkreuz (1939) II. und I. Klasse mit Schwertern

Während seiner Dienstzeit bei der Polizei von 1919 bis 1935 wurde Mensching nicht in den offiziellen Ranglisten der deutschen Armee geführt, in der auch Ordensverleihungen notiert worden wären. Es ist daher nicht nachvollziehbar, ob er das Eiserne Kreuz oder sonstige Auszeichnungen im Ersten Weltkrieg verliehen bekam.